# Tsianina Joelson
Tsianina Marie Means Joelson (Oregon,16 de Janeiro de 1975), é uma atriz norte-americana conhecida por seu papel de Varia na série Xena: Warrior Princess.

## Biografia

### Vida pessoal
Tsianina (pronuncia-se Chanea) Marie Means nasceu no estado de Oregon, e graduou-se na universidade local em 1993, assim como seus três irmãos, e logo após começou a fazer aulas de direção de ônibus com seu pai. Em 1999, casou-se com Greg Joelson, e depois disso passou a ser conhecida como Tsianina Joelson.

### Carreira
Em matéria de beleza, foi eleita Miss Condado em 1993 e em 1997 foi campeã estadunidense, isso foi seu passaporte para série The Daily Burn. 
Seus papeis mais famosos foram Bring It On, como Darcy, e Xena: Warrior Princess, como a Amazona Varia.

### Convenções Xenites
Tsianina é membro fiel das convenções Xenites tendo aparecido em San Joe, Califórnia, para convenção de 2000, e em Pasadena, califórnia, para convenção de 2001.

## Filmografia

### Atriz
- The Rain Makers (2005)
- Hollywood Division (2004)
- CSI: Crime Scene Investigation (2001)
- Men, Women & Dogs (2001)
- Special Unit 2 (2001)
- American Pie 2 (2001)
- Xena: Warrior Princess (2000-2001)
- I Shaved My Legs for This (2001)
- Girl's Best Friend (2001)
- Held for Ransom (2000)
- Bring It On (2000)
- Boys and Girls (2000)
- Zoe, Duncan, Jack & Jane (2000)
- Malibu, CA (1998)

### Ela Mesma
- Double Dare (2004)
- Search Party (2000)
- The Daily Burn (1998)